# Малый Городок
Малый Городок — деревня в Вышневолоцком городском округе Тверской области.

## География
Находится в центральной части Тверской области на расстоянии приблизительно 16 км по прямой на север-северо-запад от вокзала железнодорожной станции Вышний Волочёк на левом берегу реки Мста.

## История
На карте 1825 года уже была отмечена. В 1859 году здесь (деревня Вышневолоцкого уезда) было учтено 5 дворов. До 2019 года входил в состав ныне упразднённого Солнечного сельского поселения Вышневолоцкого муниципального района.

## Население
Численность населения составляла 42 человека (1859 год), 11 (русские 82 %) в 2002 году, 6 в 2010.